# Вестманнаэйяр (город)
Вестманнаэйяр (исл. Vestmannaeyjar) — город и община (исл. Vestmannaeyjabær) в Исландии, расположенный в архипелаге с одноимённым названием. В коммуне проживает почти 4,3 тысячи жителей (2018), при этом численность уменьшилась на несколько сот человек с 1990-х гг. Здесь развита пищевая промышленность.

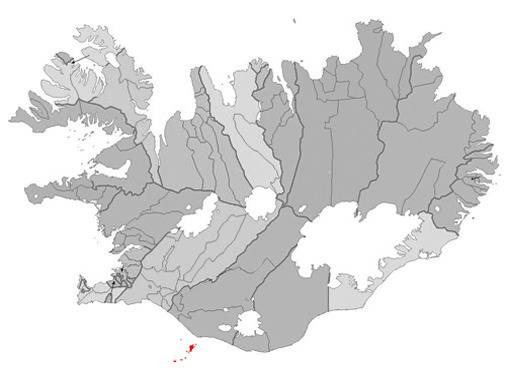
Местонахождение коммуны Вестманнаэйяр

В 1627 году город был захвачен берберскими пиратами из Северной Африки. Множество местных жителей были уведены в рабство .
В январе 1973 года вулкан Эльдфедль на исландском острове Хеймаэй ожил после 5000 лет бездействия. Благодаря быстрой эвакуации число жертв ограничилось одним человеком, однако весь город оказался покрыт вулканическим пеплом, слой которого оказался выше, чем крыши домов и в отдельных местах достигал 4 метров. Извержение продолжалось с января по июнь этого же года. До извержения население составляло около 5000 человек, вернулись в город не все прежние жители.